# Право на достаточный уровень жизни

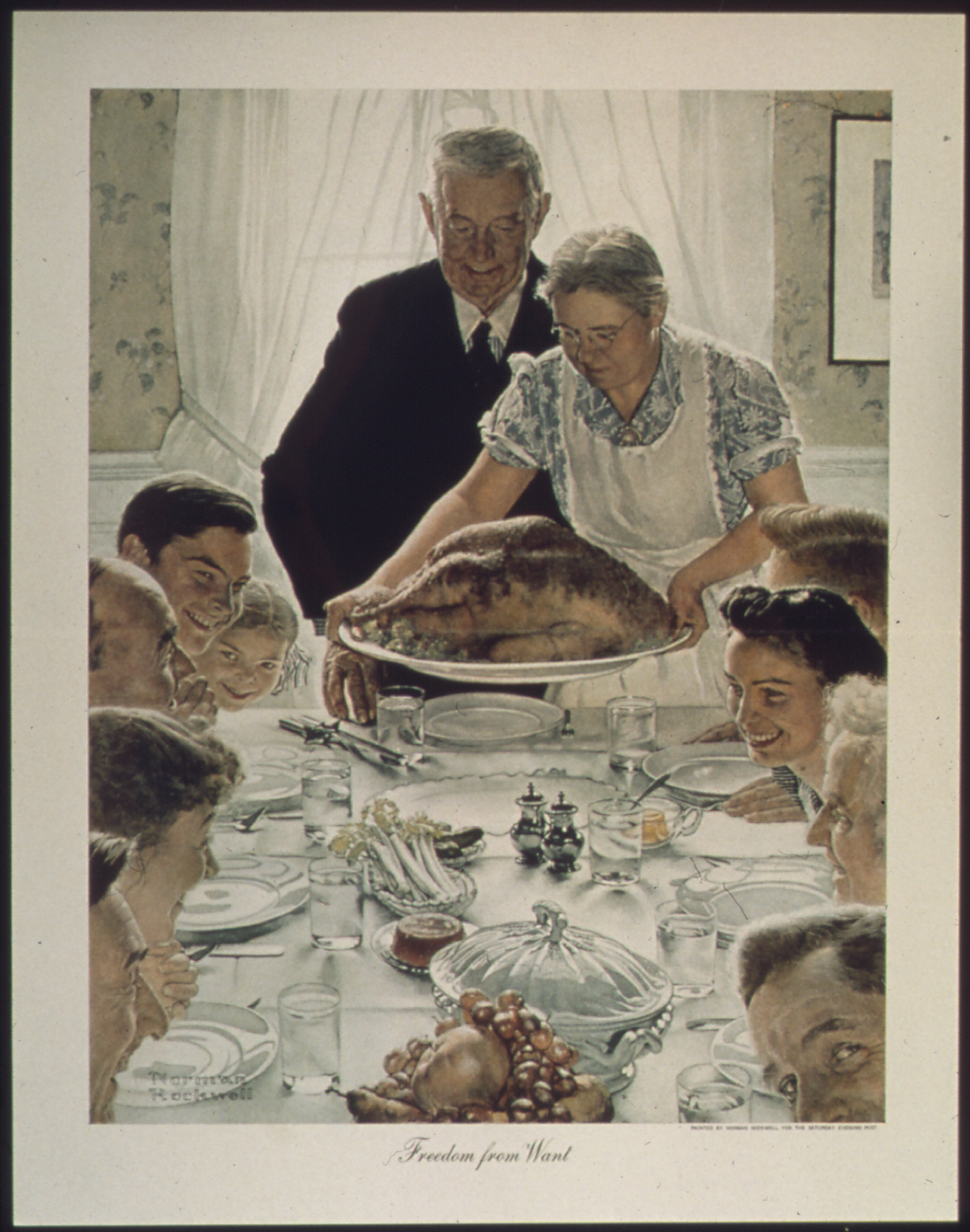
Свобода от нужды (1943) художника Нормана Роквелла

Право на достаточный уровень жизни является одним из основных прав человека. Это право закреплено Всеобщей декларацией прав человека, которая была принята Генеральной Ассамблеей Организации Объединённых Наций 10 декабря 1948 года.

Часть 1 статьи 25 Всеобщей декларации прав человека гласит: 
Каждый имеет право на уровень жизни, необходимый для здоровья и благополучия его самого и его семьи, включая питание, одежду, жилье, медицинское обслуживание и необходимые социальные услуги, а также право на безопасность в случае безработицы, болезни, инвалидности, вдовства, старости или другого недостатка средств к существованию в обстоятельствах, от него не зависящих.
Это право также закреплено в статье 11 Международного пакта ООН об экономических, социальных и культурных правах.

Предшественницей этого права является свобода от нужды - одна из четырех свобод, предложенных американским президентом Франклином Д. Рузвельтом. Данные свободы он представил 6 января 1941 года в своем обращении «О положении страны». Согласно Рузвельту, эта свобода должна быть у каждого человека во всем мире. В своем обращении Рузвельт описал эту свободу следующим образом:
Третье — это свобода от нужды, которая, в переводе на мировой язык, означает экономическое понимание, которое обеспечит каждому государству здоровую мирную жизнь для его жителей во всем мире.